# Modesto (Kalifornia)
Modesto település az Amerikai Egyesült Államok Kalifornia államában, Stanislaus megyében, melynek megyeszékhelye is. Lakosainak száma 218 464 fő (2020. április 1.).

## Népesség
A település népességének változása:

| 2010 | 201 165 |
| 2020 | 218 464 |